# 白玉杓蛤
白玉杓蛤（学名：Myonera dautzenbergi），是笋螂目杓蛤科Myonera的一种。主要分布于台湾，常栖息在深海。